# Donacia marginata
Donacia marginata es una especie de insecto coleóptero de la familia Chrysomelidae.
Fue descrita científicamente en 1795 por Hoppe.